# اچ‌ام‌اس بریونی (۱۹۱۷)
اچ‌ام‌اس بریونی (۱۹۱۷) (به انگلیسی: HMS Bryony (1917)) یک کشتی بود. این کشتی در سال ۱۹۱۷ ساخته شد.